# تل حکوان ۲
تل حکوان ۲ مربوط به سده‌های اولیه اسلام است و در شهرستان شیراز، بخش کوار، دهستان فرمشکان، شرق روستای حکوان واقع شده و این اثر در تاریخ ۳۰ بهمن ۱۳۸۶ با شمارهٔ ثبت ۲۰۹۸۸ به‌عنوان یکی از آثار ملی ایران به ثبت رسیده است.